# Ardisia densilepidotula
Ardisia densilepidotula är en viveväxtart som beskrevs av Elmer Drew Merrill. Ardisia densilepidotula ingår i släktet Ardisia och familjen viveväxter. Inga underarter finns listade i Catalogue of Life.